# キリング・フィールド (映画)
『キリング・フィールド』(The Killing Fields)は、1984年制作の英米合作映画。ニューヨーク・タイムズ記者としてカンボジア内戦を取材し、後にピューリッツァー賞を受賞したシドニー・シャンバーグの体験に基づく実話を映画化したもの。1985年のアカデミー賞において、助演男優賞・編集賞・撮影賞の3部門受賞。
カンボジア人助手のディス・プランを演じたハイン・S・ニョールはカンボジア出身の医師で、実際に4年の間、クメール・ルージュの元で強制労働に就かされた経験を持つ。演技経験のまったくない素人であったが、この作品でアカデミー助演男優賞を受賞した。

## あらすじ
1973年5月、アメリカ人ジャーナリストのシドニー・シャンバーグと、現地の新聞記者であり通訳でもあるディス・プラン（カンボジア人）はカンボジア内戦を取材している。カンボジア内戦はポル・ポト率いるクメール・ルージュが優勢となり、アメリカ軍は撤退を開始する。この時、シャンバーグはプランの一家をアメリカに亡命させようとするが、プランは仕事への使命感から妻子のみをアメリカに逃がし、自分はカンボジアに残ることを決意する。そして、シャンバーグとプランは取材活動を続けていく。
やがて、カンボジアはクメール・ルージュに完全に支配され、シャンバーグたちはフランス大使館に避難する。シャンバーグや他社の記者は外国人であるため帰国により逃れることができるが、カンボジア人であるプランは逃げることができない。そこで、シャンバーグらはパスポートを偽造してプランをアメリカに亡命させようと画策する。ところが、粗悪な印画紙に焼き付けたため、偽造パスポートの写真の画像が消えてしまい、プランを逃すことに失敗する。そのためプランはフランス大使館を出ることを余儀なくされ、クメール・ルージュの支配する集団農場へと移送されてしまう。
集団農場では、人は特別な理由もなく銃殺されていく。農場への往復の際に徒歩ではなく荷馬車に乗っていただけで銃殺され、作業が緩慢という理由だけで銃殺される。また身分を隠していた元教師、元医師たちは「クメール・ルージュは君たちを許す」という嘘にだまされ身分を明かしてしまい、その結果、銃殺されていく。
プランは集団農場からの脱走を図る。その途中、プランが目にしたのはおびただしい数の人骨だった。プランは脱走に力尽き行き倒れてしまうが、別の集団農場の幹部に助けられ、その幹部の身の回りの世話をすることになる。
一方、シャンバーグはプランの行方を捜すが一向に消息をつかめない。ピューリッツァー賞を受賞した際に、カンボジアで取材仲間だった記者にプランを見捨てたと非難され、自責の念に駆られていく。
プランは農場幹部に親身に扱われるが、元新聞記者であった経歴を隠そうとする。身分が明らかになると、元教師や元医師たちのように殺されてしまうかもしれないからだ。しかしその努力も甲斐なく、BBC放送を隠れて聞いているところをその幹部に見つかってしまい、インテリであったことがばれてしまう。ところが幹部はプランを銃殺せず、プランに自分の信条を語る。その幹部は「カンボジアを愛しているが、クメール・ルージュのやり方は間違っている」と言う。そして「自分に万一のことがあったときは、自分の子供をつれて外国に逃亡してほしい」と地図と金を渡す。しばらくして、クメール・ルージュの銃殺をやめさせようとしたために幹部は殺される。
プランは幹部の子供を連れて他の仲間たちと国外逃亡を図る。一行は幾多の苦難に遭いながら隣国への逃亡に成功するが、幹部の子供は途中で地雷により死亡する。その逃亡先の難民キャンプでプランはシャンバーグとの再会を果たす。

## キャスト
| 役名                   | 俳優                   | 日本語吹替   | 日本語吹替 |
| 役名                   | 俳優                   | フジテレビ版 |            |
| ---------------------- | ---------------------- | ------------ | ---------- |
| シドニー・シャンバーグ | サム・ウォーターストン | 小川真司     |            |
| ディス・プラン         | ハイン・S・ニョール    | 樋浦勉       |            |
| アル・ロッコフ         | ジョン・マルコヴィッチ | 千田光男     |            |
| ジョン・スウェイン     | ジュリアン・サンズ     | 田中秀幸     |            |
| キンケード             | スポルディング・グレイ | 中田浩二     |            |
| リーヴス               | クレイグ・T・ネルソン  | 筈見純       |            |
| マッケンタイア         | ビル・パターソン       |              |            |
| ドゥーガル             | グレアム・ケネディ     |              |            |
| モーガン               | パトリック・マラハイド | 城山知馨夫   |            |
| ベス                   | ネル・キャンベル       |              |            |
| フランス               | デビッド・ヘンリー     | 稲葉実       |            |

- フジテレビ版：初回放送1987年11月7日『ゴールデン洋画劇場』※Blu-ray Disc収録・本編約140分

## 挿入曲
- バンド・オン・ザ・ラン（ポール・マッカートニー&ウイングス）
- イマジン（ジョン・レノン）
- 誰も寝てはならぬ（歌：フランコ・コレッリ、演奏：ローマ国立歌劇場管弦楽団）

## 賛否
この映画が公開された直後、本多勝一は政治的で差別的な内容であるとして、映画への批判を行なった。本多はかつて、ポル・ポト派寄りの記事を書いたことがあり、ポル・ポト政権時代からシャンバーグの批判を行ない、虐殺行為についても懐疑的であった。しかし1985年（昭和60年）の2本の記事においてはポル・ポト派の虐殺を認めている。この映画については、カンボジア大虐殺の背景や全体状況がまったく描かれていないため、観客にカンボジア情勢を誤解させるような曖昧な表現が多いこと、シャンバーグが他のカンボジア人の救出に尽力せずプランの救出のみを考えており、差別的なこと、などを挙げて批判している。そして、この映画に感動するのはカンボジア情勢に無知な人々だとして記事の表題にもしている。
本多と同じ朝日新聞出身である井川一久は、この映画（および原作）の欠点として、ポル・ポト政権による殺戮と文明破壊の実態を極めて不十分（せいぜい2、3割）にしか伝えていないこと、クメール・ルージュについての背景説明がまったく描かれていないことをあげながらも、現実に起こったことを非常に不十分ではあるが伝えており、かなりのところまで歴史の真実に迫ろうという意思があり、シャンバーグとプランの関係についても当時のインドシナの外国人特派員の中では最上に属する友情関係だと思うとしている。また、この種の映画が日本では1度も制作も企画もされなかったのに対して、米国でそれが可能だったところに米国の文化構造の健やかな一面を見たとも述べている（この点については、本多も同様のことを述べている）。
一方、ベトナム戦争中に毎日新聞駐サイゴン特派員であり、サイゴン陥落後に退去要求を受け、ベトナム人の部下を残して帰国した古森義久はこの映画を絶賛している。